# Садовый (Северная Осетия)
Садо́вый (осет. Садовæй) — посёлок в Моздокском районе Республики Северная Осетия — Алания. 
Административный центр муниципального образования «Садовое сельское поселение».

## География
Селение расположено к югу от канала «имени Ленина», в северной части Моздокского района, недалеко от границы Северной Осетии и Ставропольского края. Находится в 12 км к северо-западу от районного центра Моздок и в 125 км к северу от города Владикавказ.
Граничит с землями населённых пунктов: Кондратенко на юго-западе, Русское на севере и Бугулов на северо-востоке.
Населённый пункт расположен на наклонной Кабардинской равнине. Рельеф местности преимущественно равнинный, с курганными возвышенностями в некоторых местах. Средние высоты составляют около 149 метров над уровнем моря.
Гидрографическая сеть на территории посёлка представлена скудно. За исключением родниковых и подземных источников, к северу от населённого пункта проходит канал «имени Ленина», которым орошают сельскохозяйственными угодья посёлка.
Климат влажный умеренный. Среднегодовая температура воздуха составляет +10,5°С. Температура воздуха в среднем колеблется от +23,5°С в июле, до −2,8°С в январе. Среднегодовое количество осадков составляет около 530 мм. Основное количество осадков выпадает в период с мая по июль. В конце лета часты суховеи, дующие из территории Прикаспийской низменности.

## История
В 1958 году плодовиноградный питомник был преобразован в Моздокский плодопитомнический совхоз, положивший начало современному поселку.
Указом Президиума Верховного Совета СОАССР от 16 апреля 1963 года посёлку плодопитомника было присвоено наименование «Садовый».
В 1965 году на базе посёлка был образован новый сельсовет — Садовый, в состав которого также был включён расположенный западнее посёлок имени Любы Кондратенко.

## Население
| 2002 | 2010 | 2021 |
| ---- | ---- | ---- |
| 610  | ↘539 | ↗673 |

Национальный состав
По данным Всероссийской переписи населения 2010 года:
| Народ      | Численность, чел. | Доля от всего населения, % |
| ---------- | ----------------- | -------------------------- |
| русские    | 396               | 73,5 %                     |
| осетины    | 31                | 5,8 %                      |
| кабардинцы | 25                | 4,6 %                      |
| кумыки     | 25                | 4,6 %                      |
| корейцы    | 14                | 2,6 %                      |
| армяне     | 11                | 2,0 %                      |
| грузины    | 11                | 2,0 %                      |
| чеченцы    | 7                 | 1,3 %                      |
| другие     | 19                | 3,5 %                      |
| всего      | 539               | 100 %                      |

## Образование
- Средняя общеобразовательная школа — ул. Театральная, 6.
- Начальная школа Детский сад №15 — ул. Театральная, 16.

## Улицы
| Механизаторов |
| Мира          |
| Моздокская    |

| Полевая      |
| Пролетарская |

| Театральная |
| Школьная    |